# Cométès fils de Sthénélos
Pour les articles homonymes, voir Cométès.
Dans la mythologie grecque, Cométès (en grec ancien κομήτης/Komếtês) est le fils de Sthénélos et l'amant d'Égialée (femme de Diomède). Cette idylle avait été suscitée par Aphrodite, la déesse souhaitant se venger de Diomède qui l'avait blessée devant Troie.

## Mythologie
Cométès a reçu de Diomède la tâche de s'occuper de sa famille et de ses biens pendant qu'il combattait à Troie. Cependant, blessée par Diomède lors de la guerre de Troie, Aphrodite décida de se venger. Elle fit ainsi Cométès tomber amoureux d'Égialée.
Selon une autre version, cependant, c'est Nauplios qui a convaincu Égialée de céder aux attentions du jeune homme.
Cométès tente également de tuer Diomède à son retour mais sans succès, Diomède étant cependant contraint de s'exiler pour la côte Adriatique.

## Sources
- Pseudo-Apollodore, Épitome [détail des éditions] [lire en ligne] (VI, 9).
- Scholie D à Homère, Iliade (V, v. 412).
- Tzétzès, scholies à Lycophron (v. 592 et v. 1093).
- Servius, Commentaire à l'Énéide [détail des éditions] [(la) lire en ligne] (VIII, v. 9).